# Gröbers
Gröbers is een plaats en voormalige gemeente in de Duitse deelstaat Saksen-Anhalt, en maakt deel uit van de Landkreis Saalekreis.
Gröbers telt 2.701 inwoners.

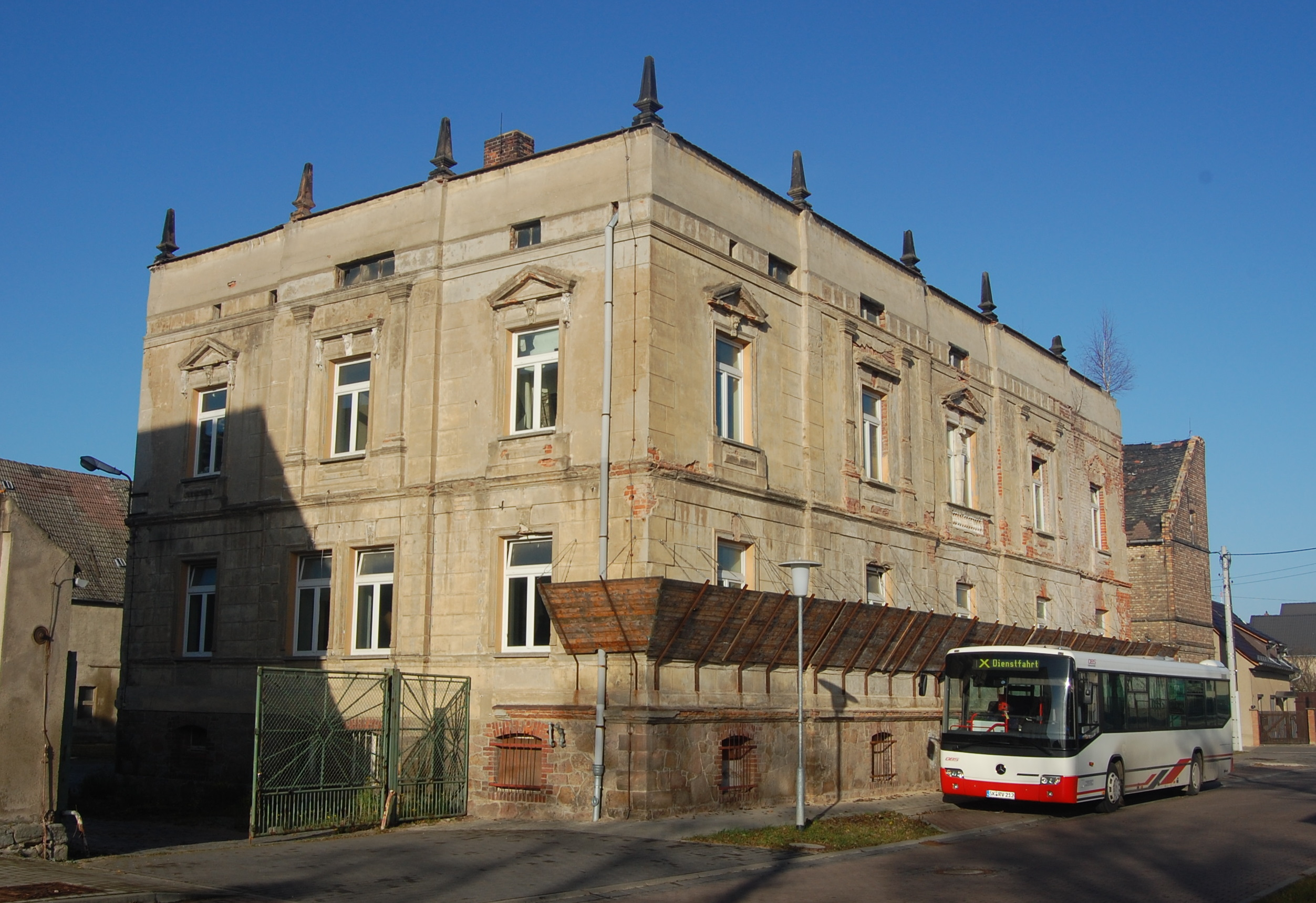
Landhuis
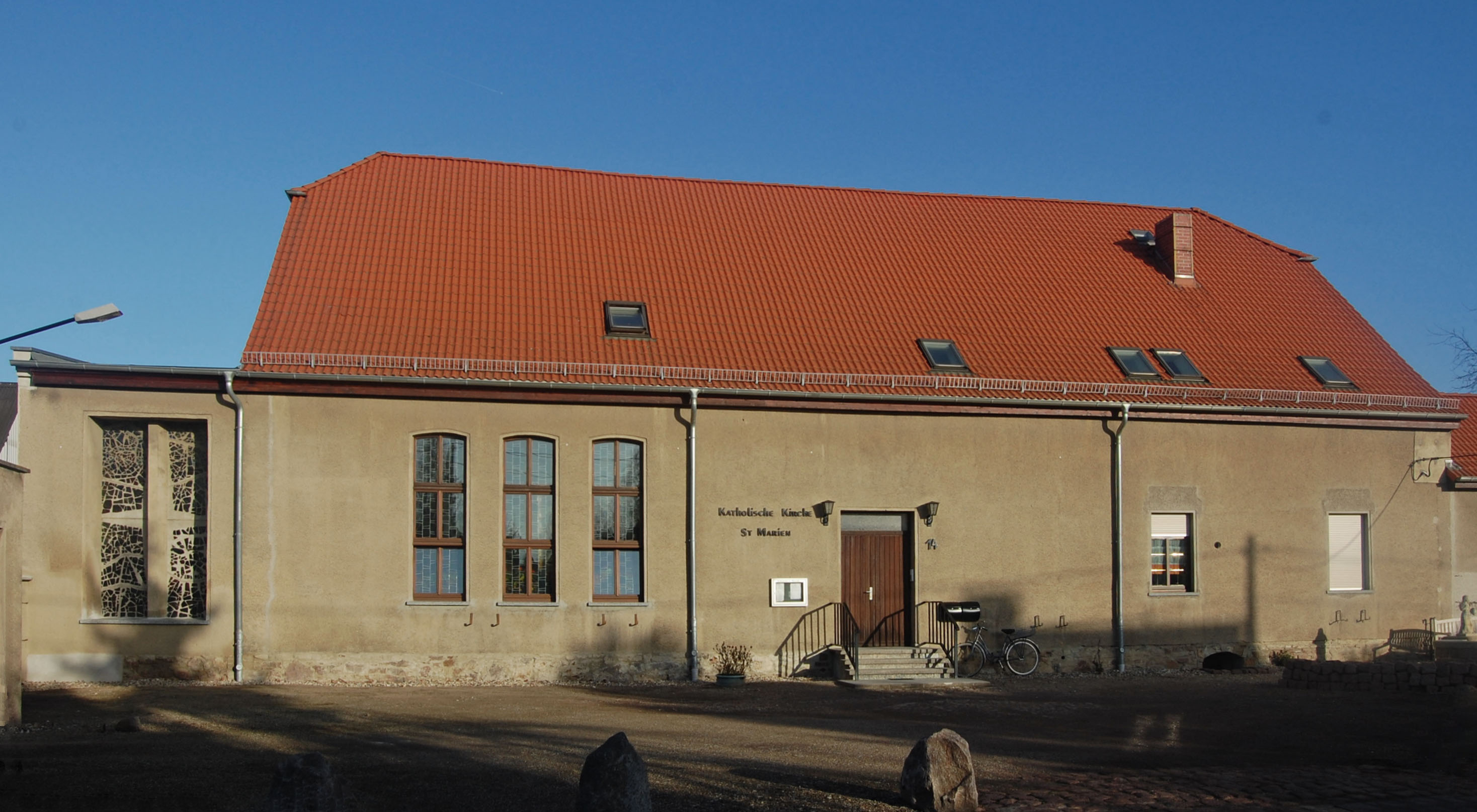
Sankt-Marien kerk
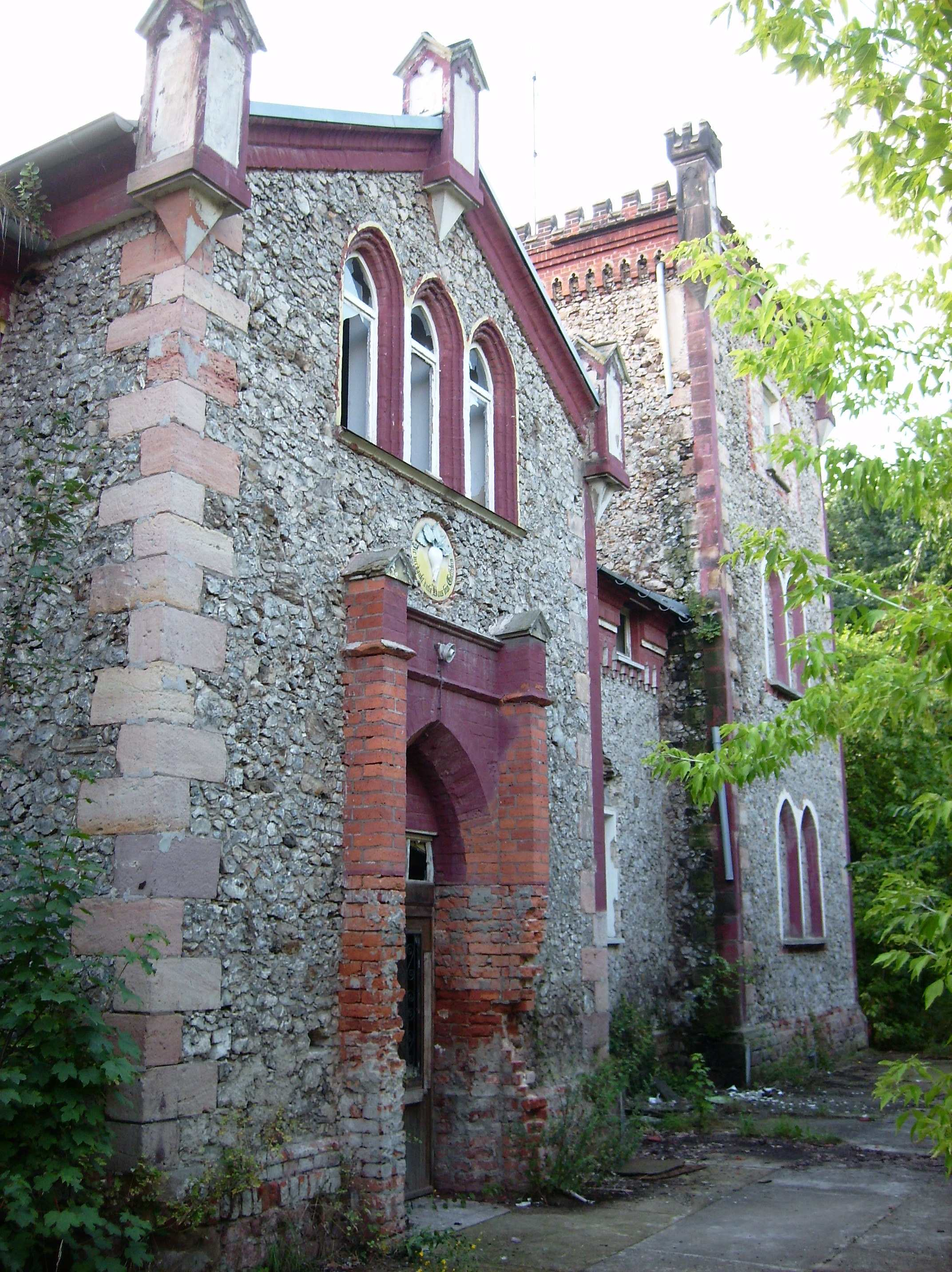
Knauer's villa